# Pocobletus
Pocobletus là một chi nhện trong họ Linyphiidae.